# بونتسودفولده
بونتسودفولده (به مجاری:  Boncodfölde) یک منطقهٔ مسکونی در مجارستان است که در ناحیه زالائگرسگ واقع شده‌است.